# Gewöhnliche Hundszunge
Die Gewöhnliche Hundszunge (Cynoglossum officinale), kurz auch Echte Hundszunge, Gebräuchliche Hundszunge oder vereinfacht Hundszunge genannt, ist eine Pflanzenart aus der Gattung der Hundszungen (Cynoglossum) innerhalb der Familie Raublattgewächse (Boraginaceae).

## Beschreibung

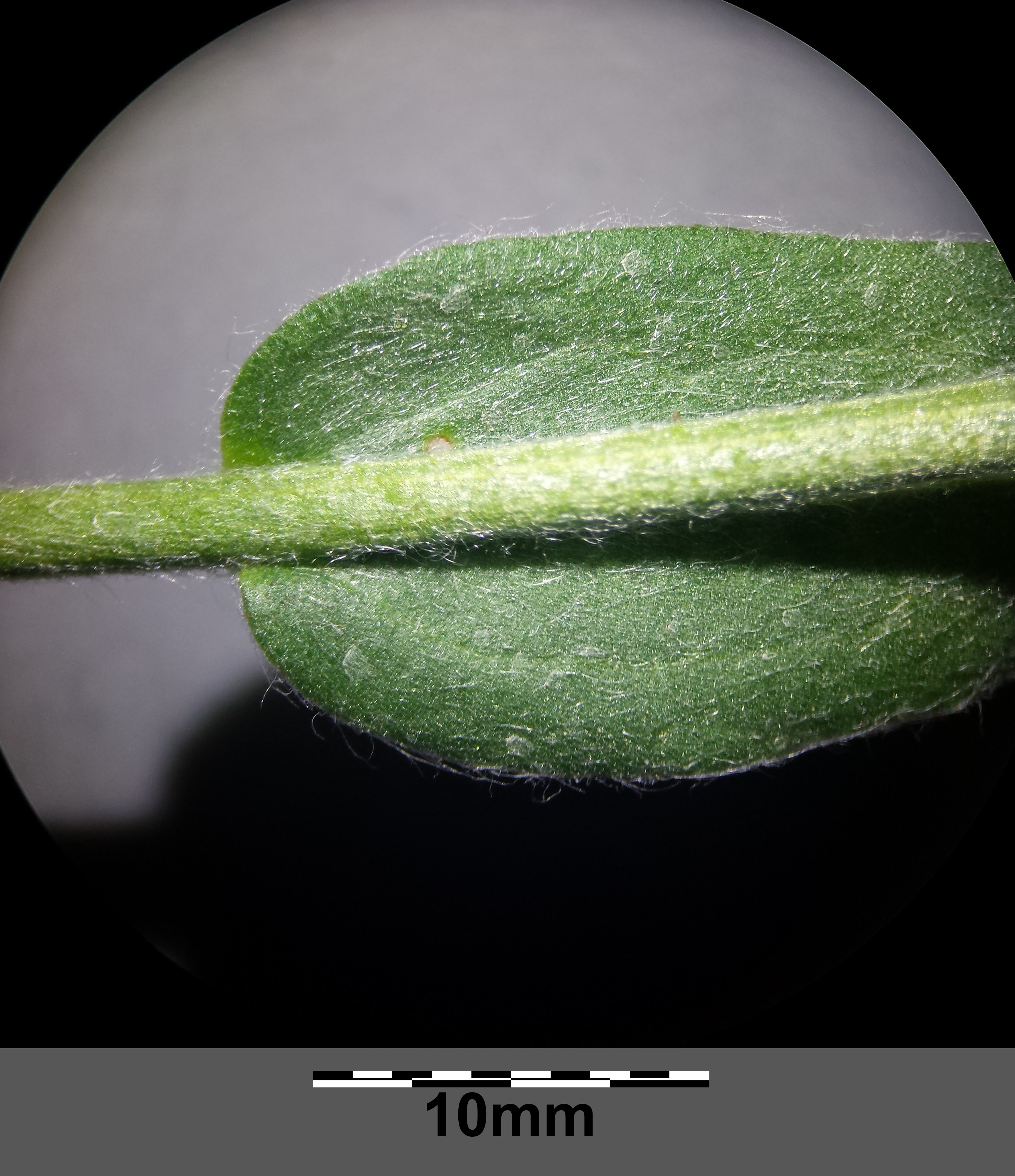
Stängel mit Laubblatt (Oberseite)

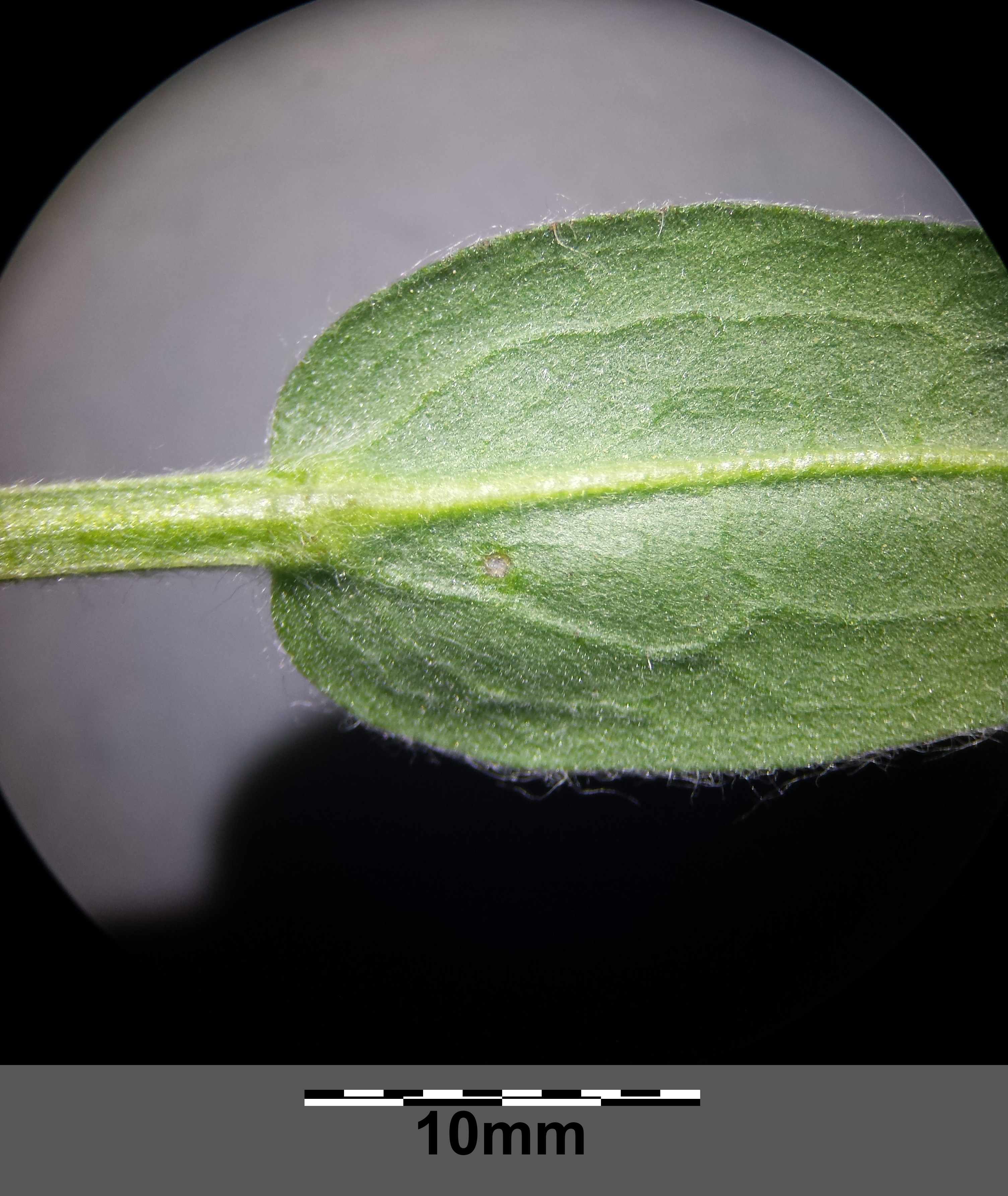
Stängel mit Laubblatt (Unterseite)

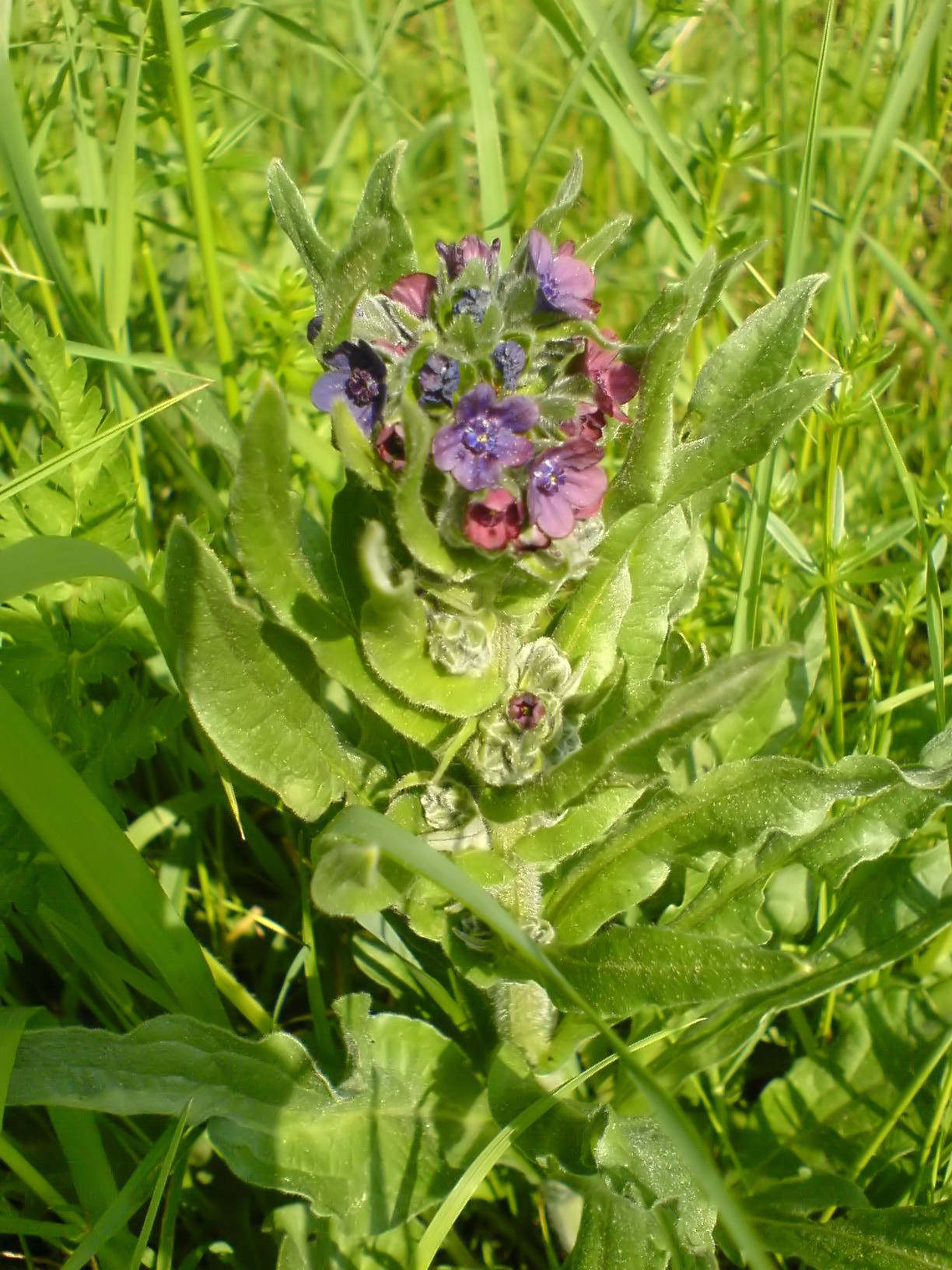
Detailansicht des Blütenstandes von oben am Beginn der Blütezeit

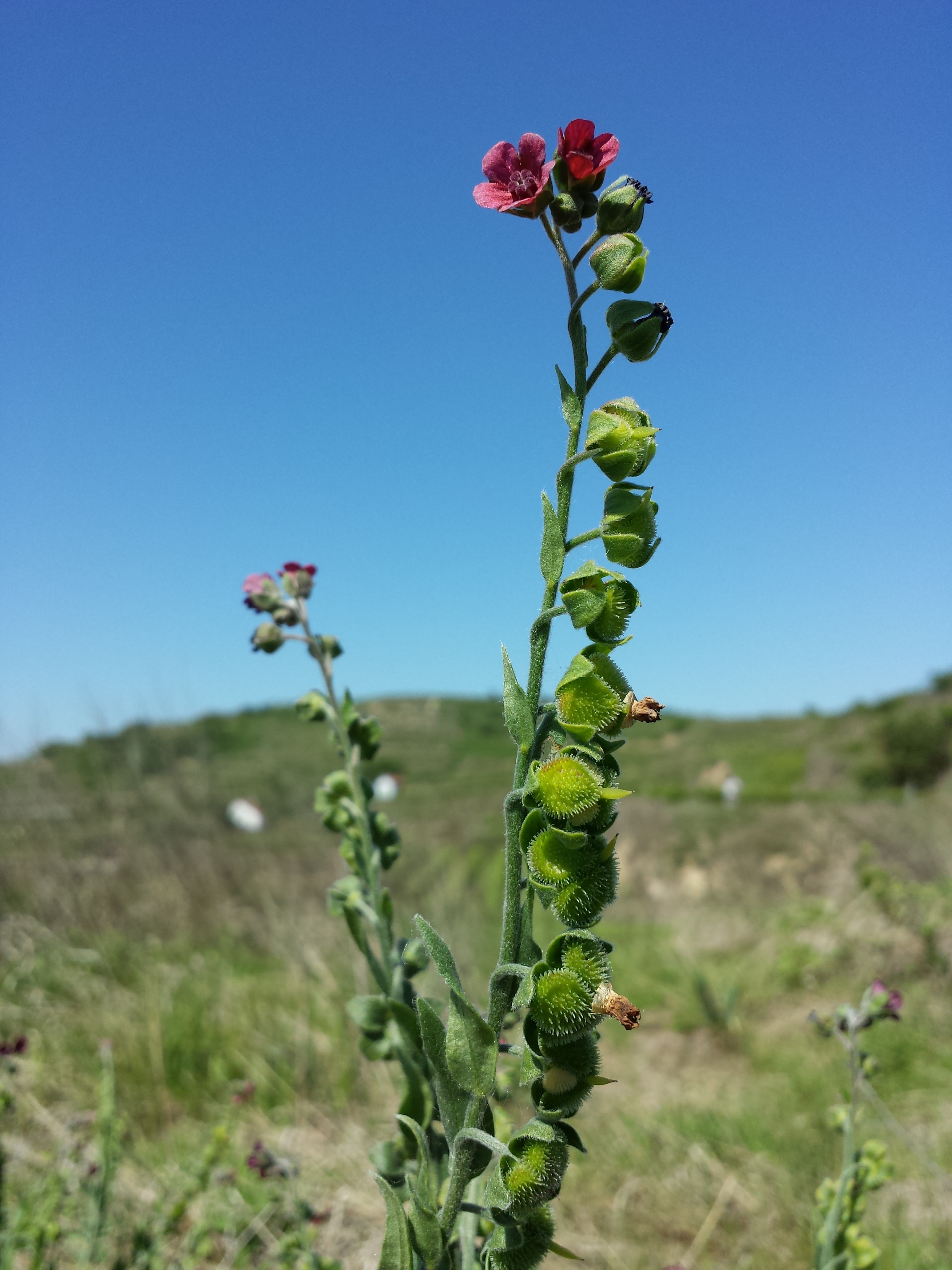
Blüten- bzw. Fruchtstand

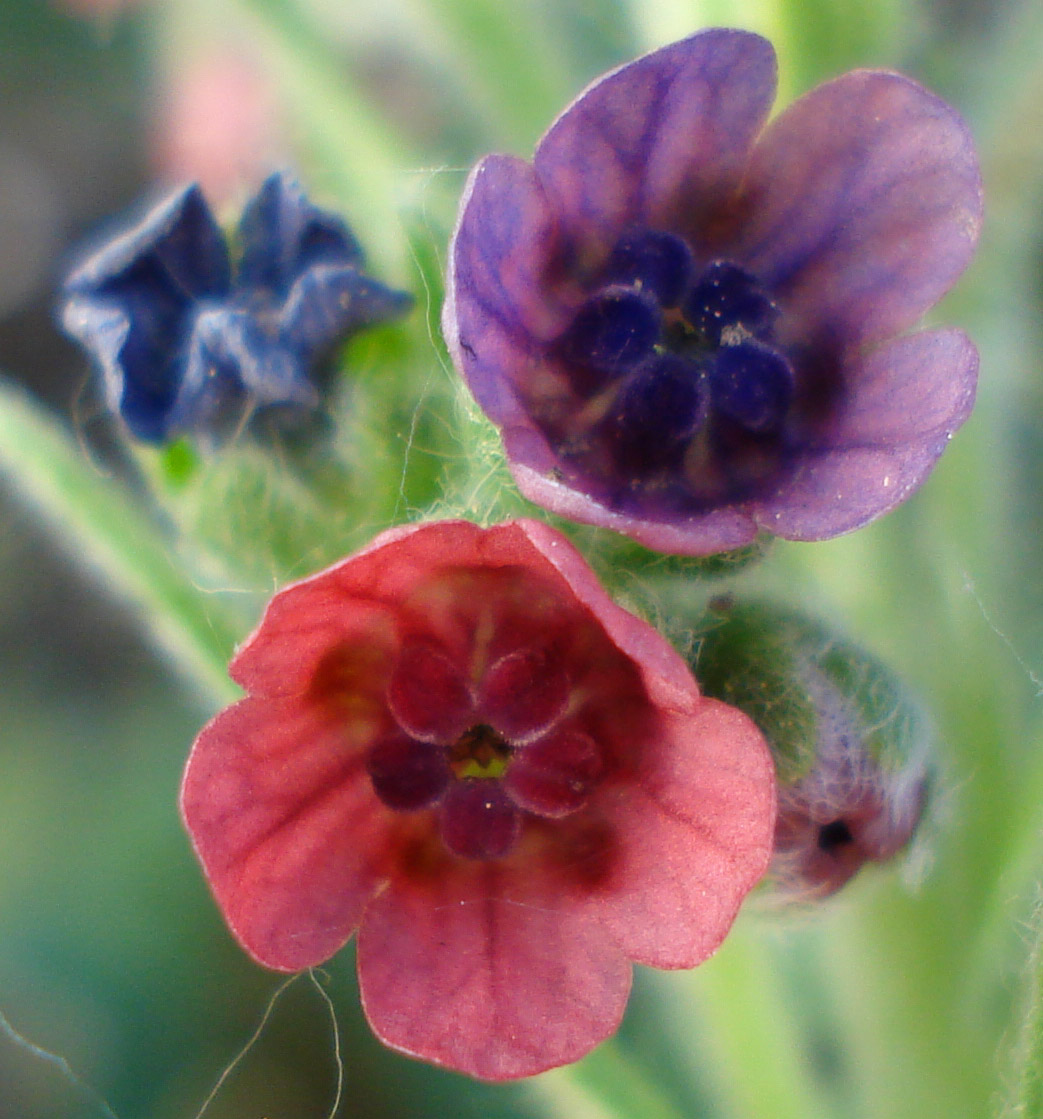
Blüten mit den Farbwechsel im Verlauf der Anthese

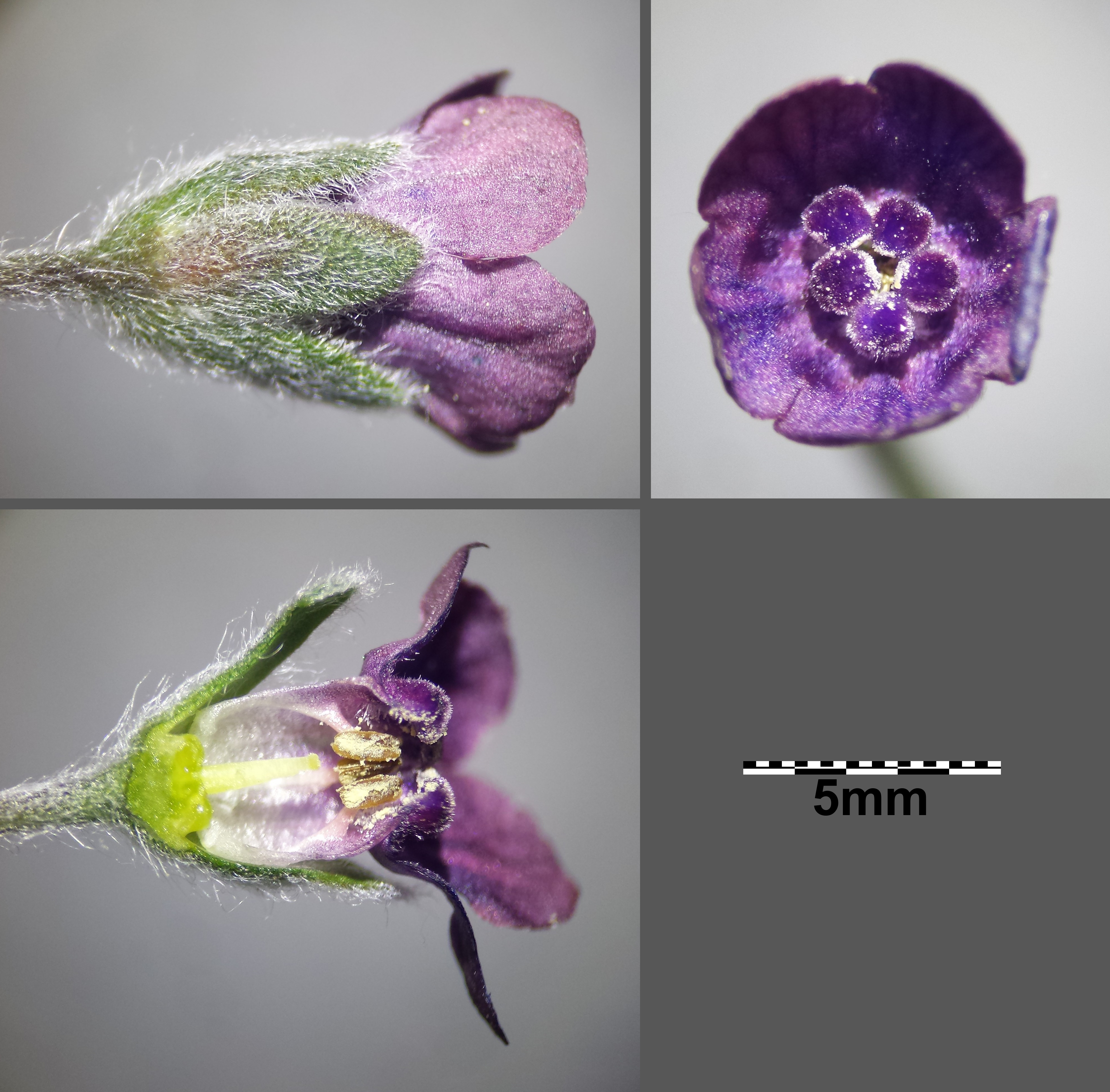
Blüte in Details

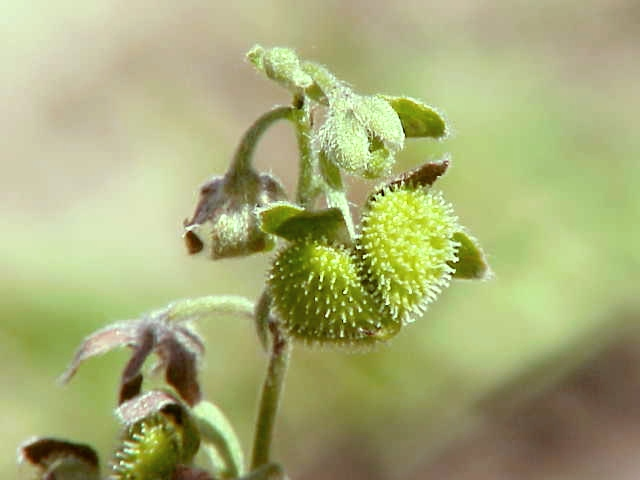
Klausenfrucht

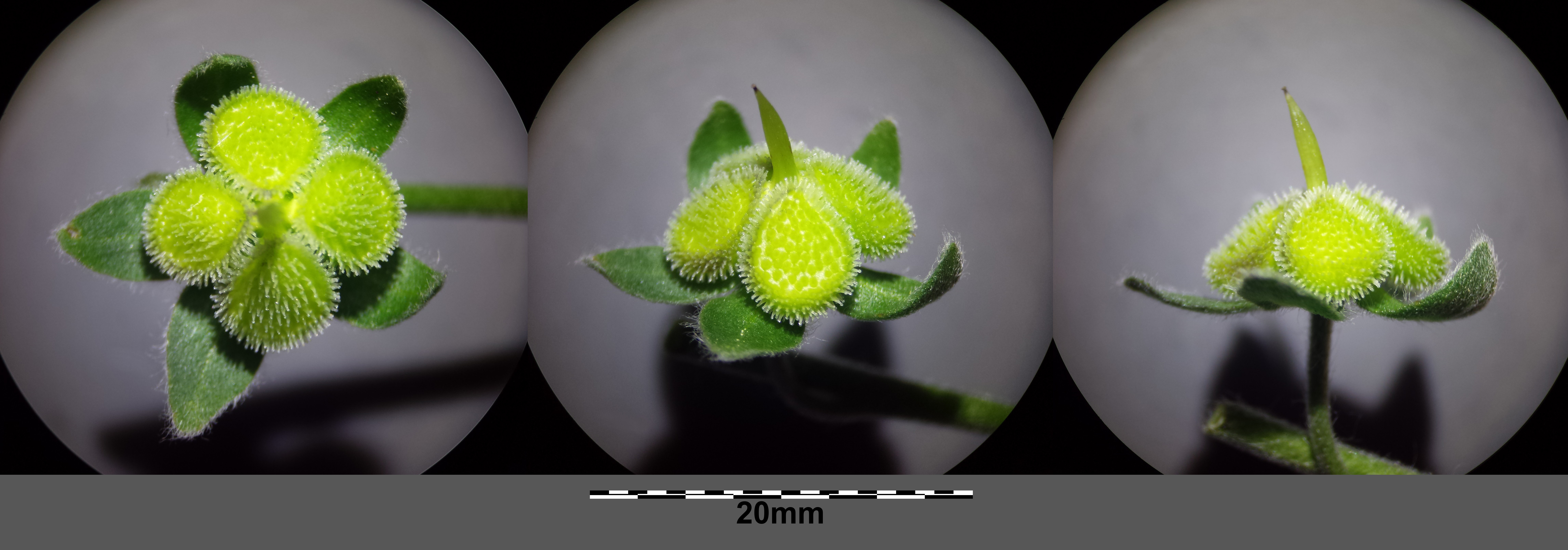
Klausenfrucht in Details

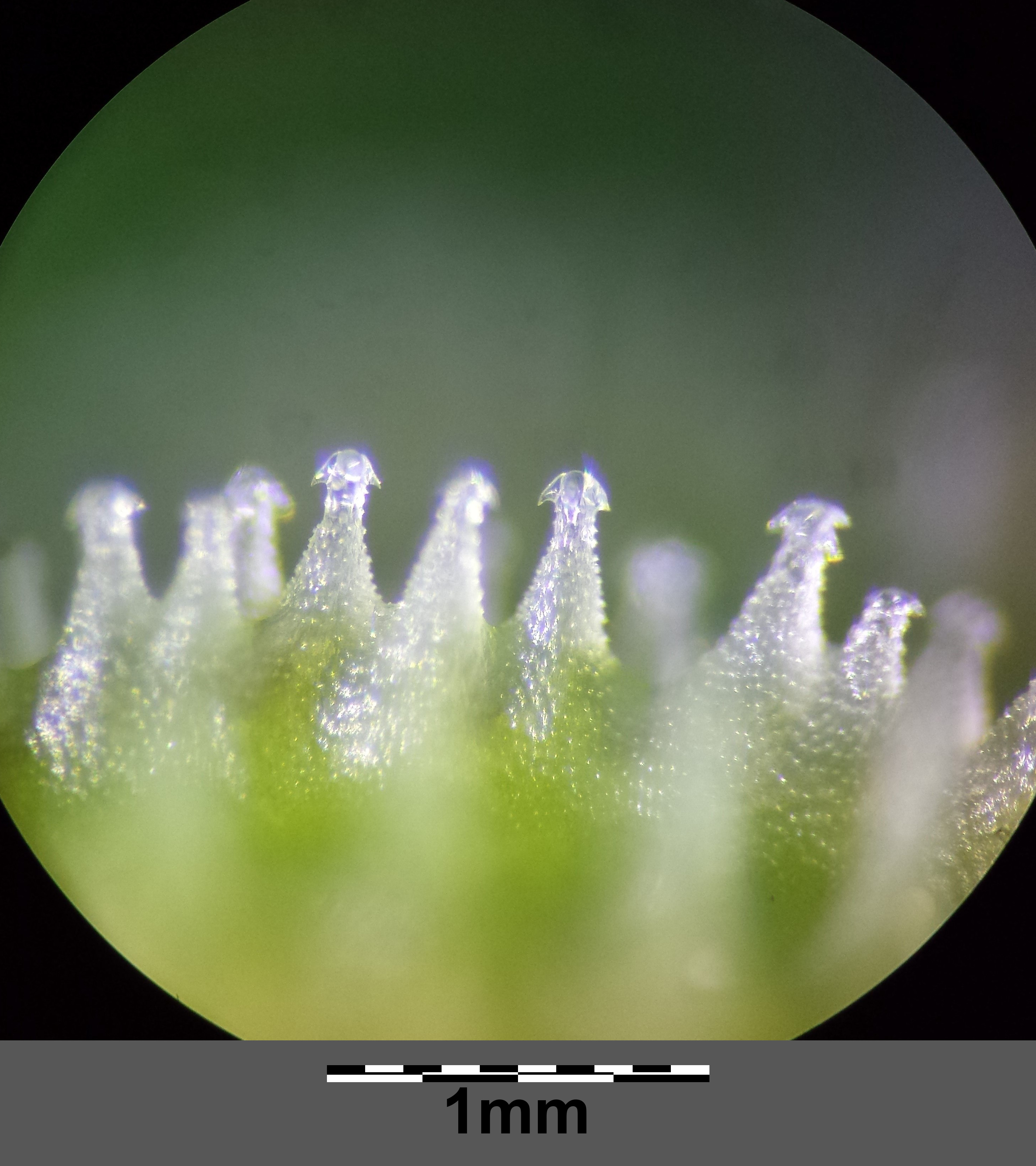
Die Klausen sind dicht mit Widerhaken besetzt

### Vegetative Merkmale
Die Gewöhnliche Hundszunge ist eine sommergrüne, zweijährige krautige Pflanze, die Wuchshöhen von 20 bis 80, selten bis zu 90 Zentimetern erreicht. Die oberirdischen Pflanzenteile sind dicht weich behaart. Der kräftige Stängel weist einen Durchmesser von bis 1 Zentimetern auf, ist kantig und locker zottig behaart.
Die Laubblätter sind in grundständigen Rosetten und dicht wechselständig am Stängel verteilt angeordnet. Die Stängelblätter sind bis zu 20 Zentimeter lang, stängelumfassend, beiderseits angedrückt behaart, grau-grün und derb, Die untersten Stängelblätter besitzen einen geflügelten Blattstiel, die oberen sind sitzend, bei einer Länge von 5 bis 15 Zentimetern sowie einer Breite von 7,5 bis 30 Millimetern lanzettlich und filzig behaart.

### Generative Merkmale
Viele Blüten befinden sich in einem zuerst kopfigen, später sparrig sich verlängernden, in Wickeln rispig angeordneten Blütenstand.
Die zwittrigen Blüten sind meist fünfzählig und radiärsymmetrisch mit doppelter Blütenhülle. Die fünf dicht behaarten Kelchblätter sind nur an ihrer Basis verwachsen. Die fünf Kelchzipfel sind elliptisch und während der Anthese 4 bis 5 später 8 Millimeter lang. Die fünf Kronblätter bei einem Durchmesser von etwa 6 Millimetern röhrenförmig verwachsen und am oberen Ende trichterartig erweitert. Die Blütenkrone ist erst dunkelviolett, später braun-rot. Die Blütenkronröhre ist wenig länger als die Kelchblätter und ist 
durch Hohlschuppen (Schlundschuppen) verschlossen. Die Staubblätter sind kürzer als die Schlundschuppen.
Der Fruchtstiel ist schief abstehend. Die Klausenfrucht zerfällt in vier Teilfrüchte (= Klausen), die dem Mittelsäulchen verwachsenen bleiben. Die Klausen sind bei einer Länge von 5 bis 7 oder 6 bis 8 Millimetern sowie einem Durchmesser von 2 bis 3 Millimetern abgeflacht, eiförmig und am Rand wulstig verdickt. Die Klausen sind außen dicht mit Widerhaken stachelig besetzt. Auf diesem Randwulst stehen die Widerhaken viel dichter als auf der Fläche.

### Chromosomensatz
Die Chromosomengrundzahl beträgt x = 12; es liegt Diploidie mit einer Chromosomenzahl von 2n = 24 vor.

## Ökologie und Phänologie
Bei der Gewöhnlichen Hundszunge handelt es sich um einen mesomorphen, skleromorphen Hemikryptophyten oder Therophyten. Die Gewöhnliche Hundszunge ist eine zweijährige (bis mehrjährige) Halbrosettenpflanze. Die Gewöhnliche Hundszunge ist eine meist biene, plurienn-hapaxanthe, monokarpe Pflanzenart, das bedeutet ein Pflanzenexemplar wächst länger als ein Jahr, bevor sie nach der ersten und einzigen generativen Phase ihren Individualzyklus mit der Fruchtbildung abschließt.
Die Blütezeit reicht von Mai bis Juli. Die Blüten sind homogame, trichterförmige „Stieltellerblumen“. Die Staubblätter und die Narbe befinden sich im Inneren der Kronröhre. Die Gewöhnliche Hundszunge ist fakultativ xenogam: es erfolgt meist Fremdbefruchtung. Bei ausbleibender Fremdbestäubung erfolgt  als Ausnahme spontane Selbstbestäubung. Als Belohnung für Bestäuber ist Nektar vorhanden. Die ziemlich lange Kronröhre ist durch Schlundschuppen verschlossen, daher ist der Nektar nur für Bienen und Falter zugänglich.
Die Zerfallfrüchte teilen sich zu vier einsamigen und geschlossen bleibenden Fragmenten. Bei den Raublattgewächsen werden sie Klausenfrucht mit den vier Klausen genannt. Die Diasporen sind die Klausen. Ausbreitung der Diasporen erfolgt Klett- und Klebausbreitung auf der Oberfläche von Tieren (Epichorie). Die vier mit dem Mittelsäulchen verwachsenen, als Klausen bezeichneten Teilfrüchte sind widerhakig-stachelig und werden als Klebhafter ausgebreitet, z. B. durch Kaninchen. Der Vorgang erinnert an moderne Klettverschlüsse. Die Gewöhnliche Hundszunge ist ein Wintersteher. Zugleich ist hier die Bestachelung auch hemmend für die Ausbreitung. Die Gewöhnliche Hundszunge ist ein Dunkelkeimer, was durch anhaftende und dann z. T. durch bedeckende Erde gefördert wird. Fruchtreife ist von Juli bis Oktober.
Die Gewöhnliche Hundszunge besitzt einen Mäusegeruch.

## Vorkommen und Gefährdung
Das ursprüngliche Verbreitungsgebiet der Gewöhnlichen Hundszunge reicht von Europa über Westasien und den Kaukasusraum über Zentralasien bis Sibirien. Es gibt Fundortangaben für Deutschland, Österreich, Liechtenstein, die Schweiz, Italien, Sardinien, Korsika, Frankreich, Andorra, Spanien, das Vereinigte Königreich, Irland, Dänemark, das südliche Schweden, Belgien, die Niederlande, Polen, Tschechien, Ungarn, den europäischen Teil Russlands, Belarus, Estland, Litauen, Lettland, die Krim, die Slowakei, Kroatien, Serbien, Slowenien, Albanien, Bulgarien, Rumänien, Griechenland, die westliche bis nördliche Türkei, Ciskaukasien, Armenien, Georgien, Dagestan, den südlichen Teil Sibiriens, das südöstliche Kasachstan, Kirgisistan und den nördlichen Iran. In weiten Teilen Nordamerikas und in Island ist Cynoglossum officinale ein Neophyt. Cynoglossum officinale gilt in Nordamerika als Invasive Pflanzenart, deren Ausbreitung durch unterschiedliche Maßnahmen versucht wird zu behindern. Die Gewöhnliche Hundszunge kommt in Deutschland und Österreich häufig vor.
Die Gewöhnliche Hundszunge wächst in Mitteleuropa zerstreut, aber lokal häufig in sonnigen Unkrautfluren, an Schuttplätzen, Wegrändern, Tierbauen und in intensiv genutzten Weiden. Die Gewöhnliche Hundszunge gedeiht oft an sonnigen Standorten auf eher trockenen, nährstoffreichen Böden. Nach Zeigerwerte nach Ellenberg ist sie eine Lichtpflanze, intermediär-kontinental verbreitet, ein Schwachbasen- und Stickstoffzeiger. Nach Ellenberg ist sie eine Charakterart des Verbands wärmebedürftiger Distelgesellschaften (Onopordion acanthii). In den Allgäuer Alpen steigt sie im Tannheimer Tal auf einem Gamsläger an der Südwestwand des Hochwiesler bis zu einer Höhenlage von 1820 Metern auf. Im Unterengadin im Val Sesvenna kommt sie einer Höhenlage von bis zu 2400 Metern vor.
Die ökologischen Zeigerwerte nach Ellenberg sind: Lichtzahl 8 = Halblicht- bis Volllichtpflanze, Temperaturzahl 6 = Mäßigwärme- bis Wärmezeiger, Kontinentalitätszahl 5 = See-/Steppen-Übergangsklima zeigend, Feuchtezahl 4 = Trockenheits- bis Frischezeiger, Feuchtewechsel = keinen Wechsel der Feuchte zeigend, Reaktionszahl 7 = Schwachbasenzeiger, Stickstoffzahl 7 = Stickstoffreichtum zeigend, Salzzahl 0 = nicht salzertragend, Schwermetallresistenz = nicht schwermetallresistent.
Die ökologischen Zeigerwerte nach Landolt et al. 2010 sind in der Schweiz: Feuchtezahl F = 1+ (trocken), Lichtzahl L = 3 (halbschattig), Reaktionszahl R = 4 (neutral bis basisch), Temperaturzahl T = 4 (kollin), Nährstoffzahl N = 4 (nährstoffreich), Kontinentalitätszahl K = 4 (subkontinental), Salztoleranz 1 = tolerant.
Gegenüber der letzten Roten Liste von 1998 erfolgte in der Roten Liste der gefährdeten Pflanzenarten Deutschlands nach Metzing et al. 2018 eine Verschlechterung der Einstufung von ungefährdet in die Gefährdungskategorie V = „Vorwarnliste“. In der Schweiz gilt die Gewöhnliche Hundszunge als NT = „Potenziell gefährdet“.

## Systematik
Die Erstveröffentlichung von Cynoglossum officinale erfolgte 1753 durch Carl von Linné in Species Plantarum, Tomus I, S. 134. Das Artepitheton officinale bedeutet „Arznei-“. Als Lectotypusmaterial wurde 1993 Herb. Clifford: 47, Cynoglossum 1 im Herbarium BM des British Museum of Natural History, London durch Bernard Verdcourt in William Robert Jarvis et al. (Hrsg.): Regnum Vegetabile ..., Volume 127, S. 40 festgelegt. Synonyme für Cynoglossum officinale L. sind: Cynoglossum castellanum Pau, Cynoglossum officinale var. corsicum Brand.
Je nach Autor gibt es zwei Unterarten:
- Cynoglossum officinale L. subsp. officinale: Sie kommt im Gesamtverbreitungsgebiet dieser Art, außer in Bulgarien vor.[3]
- Cynoglossum officinale subsp. rotatum (Velen.) Peev (Syn.: Cynoglossum rotatum Velen.): Dieser Endemit kommt nur in Bulgarien vor.[3]

## Giftigkeit
Alle Pflanzenteile sind giftig, Vergiftungsgefahr besteht allerdings nur bei Tieren.
Hauptwirkstoffe sind 1,2-ungesättigte Pyrrolizidinalkaloide die im getrockneten oberirdischen bzw. in getrockneten unterirdischen Pflanzenteilen mit bis zu 14 g/kg entsprechend 14.700 ppm vertreten sind. Im frischen Kraut sind 1,72 % Gesamtalkaloide mit 62 % Heliosupin enthalten. In den unterirdischen Pflanzenteilen kommt nach älteren Angaben außerdem Cynoglossin, Consolidin und dessen Spaltbasen Consolicin und Cynoglossidin vor.
Vergiftungserscheinungen: Beim Menschen sind Vergiftungen kaum zu erwarten. Nach älteren Angaben wirkt Cynoglossin beim Frosch lähmend auf die peripheren Nerven, während Consolidin und Consolicin lähmend auf das Zentralnervensystem wirken. Warmblüter sind nicht so empfindlich. Die Giftwirkung der Blätter auf kleinere Nagetiere ist umstritten. Bei Rindern zeigen sich großer Durst und Bewegungsstörungen der Hinterbeine.
Wegen ihrer Giftigkeit ist heute vom Gebrauch dieser Pflanze als Heilpflanze abzuraten. Frisch zerrieben sollen die Blätter Ratten und Parasiten der Haustiere vertreiben.

## Trivialnamen
Für die Gewöhnliche Hundszunge (griechisch-lateinisch cynoglossa bzw. mittellateinisch cinoglossa und lateinisch lingua canis) bestehen bzw. bestanden auch die weiteren deutschsprachigen Trivialnamen: Hangdszang (Siebenbürgen), Honsszunge (mittelhochdeutsch), Hontztonghe, Hundestunge (mittelniederdeutsch), Hundezunga (althochdeutsch), Hundszung, Hunstzung (mittelhochdeutsch), Hunteszunga (althochdeutsch), Huntzunge, Liebäugel (Schlesien), Oggern und Venusfinger.